# ジュニオール・マランダ
ベルナール・マランダ＝アジェ（Bernard Malanda-Adje, 1994年8月28日 - 2015年1月10日）は、ベルギー・ブリュッセル出身の元サッカー選手。現役時代のポジションはMF。

## 経歴
2011年からフランス、リールのリザーブチームでプレーし、2012年、ベルギーのSVズルテ・ワレヘムに移籍した。2013年、ドイツのVfLヴォルフスブルクに移籍した。2015年1月10日、知人の運転する車で高速道路を走っているところで事故に遭い、死亡した。

## 代表歴
ベルギー代表としてU-15からU-21の各年代でプレーした。

## 所属クラブ
- リール 2011-2012
- SVズルテ・ワレヘム 2012-2013
- VfLヴォルフスブルク 2013-2015.1

→ SVズルテ・ワレヘム  2013 (loan)